# Svirkovo
Svirkovo (Bulgaars: Свирково) is een dorp in de Bulgaarse gemeente Simeonovgrad, oblast Chaskovo. Op 31 december 2019 telde het dorp 439 inwoners. Het dorp ligt 31 km ten noordoosten van Chaskovo en 225 km ten zuidoosten van Sofia.

## Bevolking
De telling van 1934 registreerde 1.288 inwoners. Dit aantal nam toe tot een hoogtepunt van 1.448 inwoners in 1946. Sinds dat jaar kampt het dorp echter met een intensieve bevolkingskrimp. Op 31 december werden er 439 inwoners geregistreerd, een lichte toename sinds 2011. 
Van de 408 inwoners reageerden er 245 op de optionele volkstelling van 2011. Zo’n 244 personen identificeerden zichzelf als etnische Bulgaren (99,6%).
Het dorp heeft een verouderde leeftijdsopbouw. Van de 408 inwoners die in februari 2011 werden geregistreerd, waren er 54 jonger dan 15 jaar oud (13%), zo’n 235 inwoners waren tussen de 15-64 jaar oud (58%), terwijl er 119 inwoners van 65 jaar of ouder werden geteld (29%).